# Heterusia tumidicosta
Heterusia tumidicosta är en fjärilsart som beskrevs av W. Warren 1901. Heterusia tumidicosta ingår i släktet Heterusia och familjen mätare. Inga underarter finns listade i Catalogue of Life.